# St. Kilian (Dietersdorf)

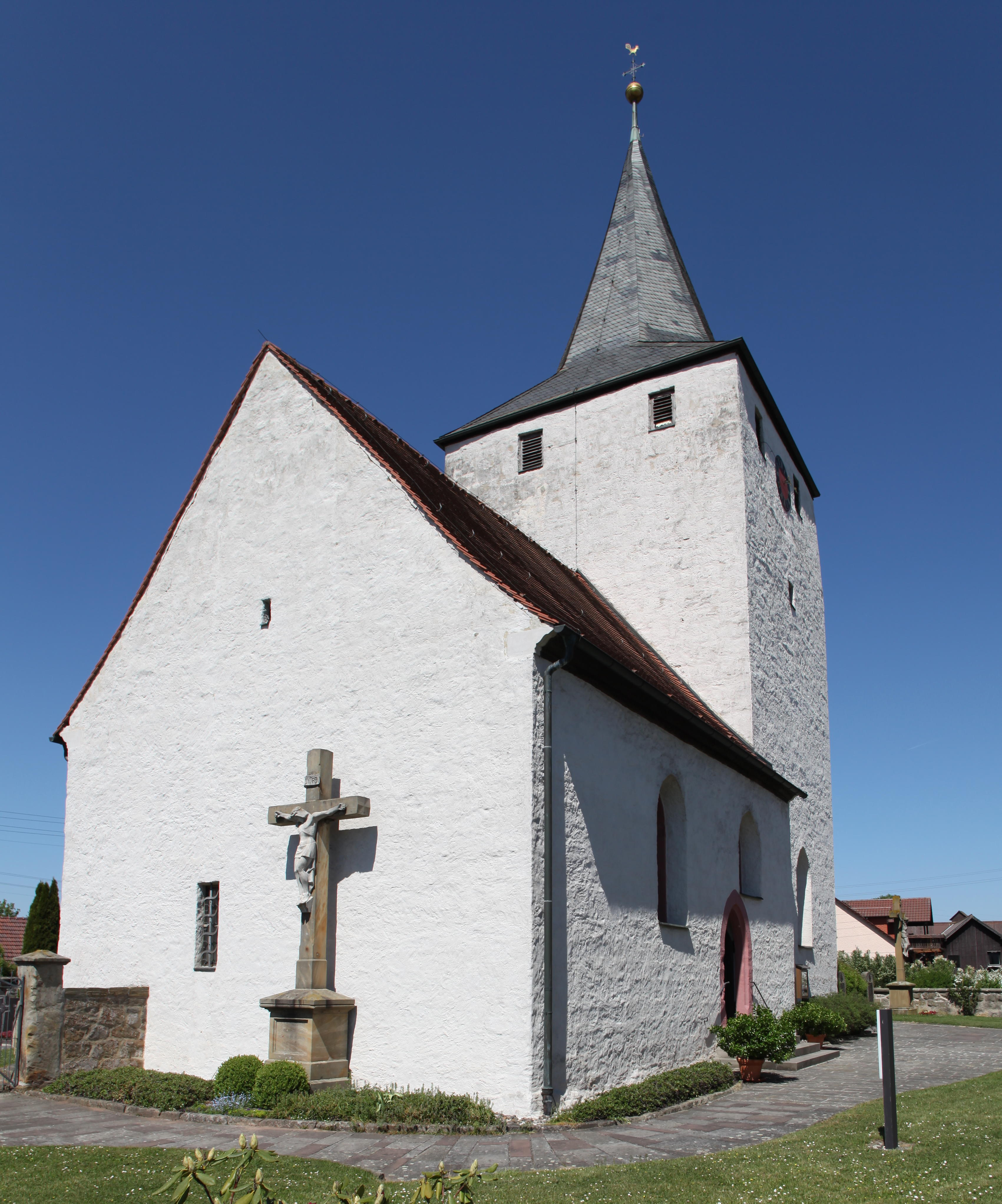
St. Kilian in Dietersdorf

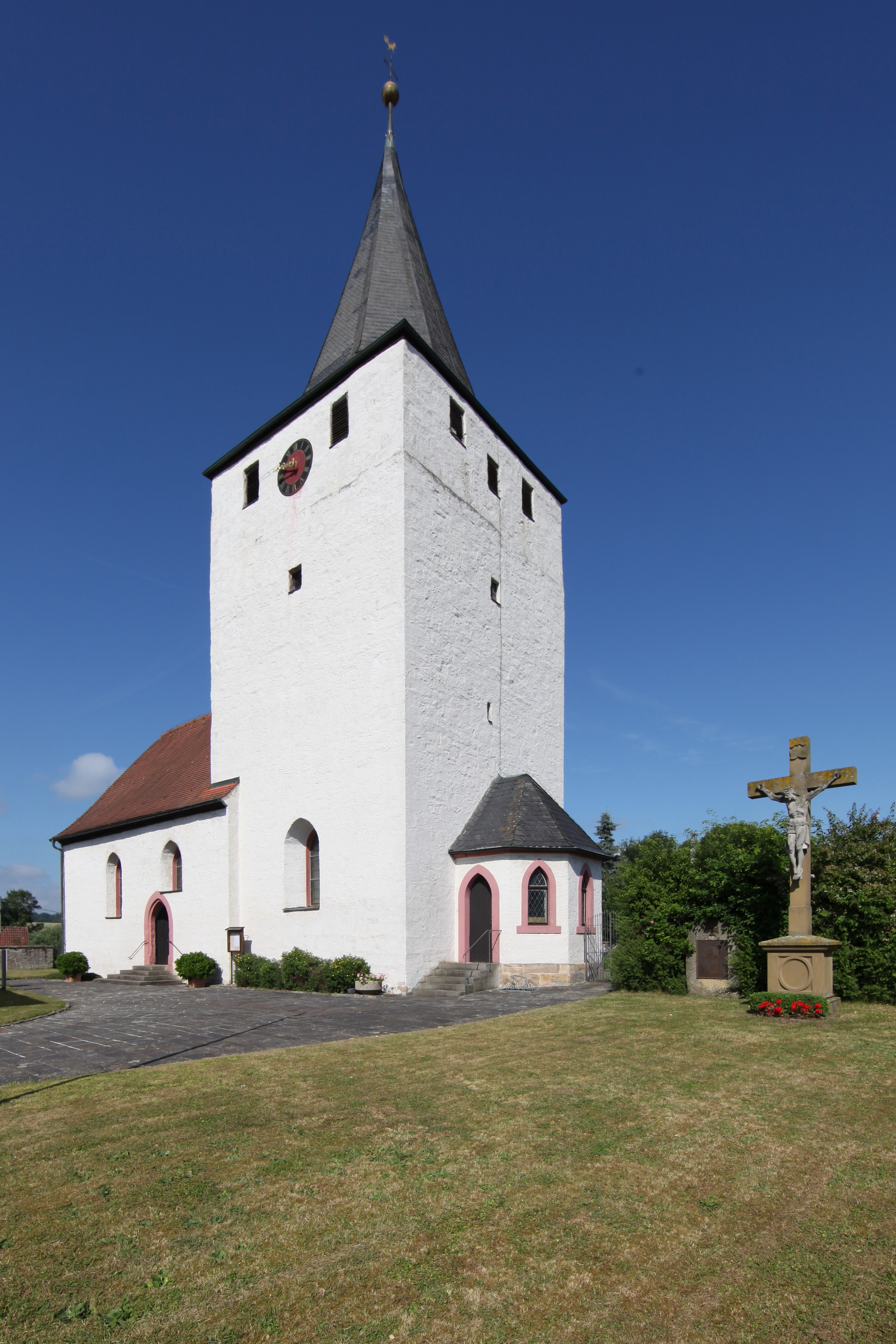
Sakristei

Die römisch-katholische Filialkirche St. Kilian im oberfränkischen Dietersdorf, einem Ortsteil von Seßlach im Landkreis Coburg, stammt im Kern aus dem 13. Jahrhundert.

## Geschichte
Die Entstehungszeit der Kirche ist unbekannt. Das Patrozinium des Frankenapostels Kilian lässt ein hohes Alter der Kirche vermuten. Möglicherweise war es eine gutsherrschaftliche Eigenkirche der gegen Ende des 13. Jahrhunderts nachweisbaren Herren von Dittersdorf. Im 14. Jahrhundert besaßen die Herren von Lichtenstein das Kirchenpatronat, das 1338 auf das Kloster Langheim überging. St. Kilian war schon damals eine Filialkirche der Pfarrei Seßlach.
Das Turmsockelgeschoss stammt aus dem 13. Jahrhundert, das Glockengeschoss wohl aus der zweiten Hälfte des 16. Jahrhunderts. Das Langhaus ist im Kern spätmittelalterlich. Die heutige Form des Chorbogens entstand in der ersten Hälfte des 17. Jahrhunderts. Die Fenster, Türgewände und die Sakristei werden um 1880 datiert.
Im Verlauf des Dreißigjährigen Kriegs wurde die Kirche 1632 von kaiserlichen Truppen niedergebrannt. 1664 waren das Kirchenschiff und der Turm wieder gedeckt. Die restlichen Wiederaufbauarbeiten zogen sich bis 1744 hin. Eine umfangreiche Außen- und Innenrenovierung fand 1978 statt. Im Jahr 2006 folgte eine Restaurierung des Altarraums und des Hochaltars. Im Jahr 2008 wurden ein neuer Altar, ein neuer Ambo und ein neuer Taufstein gesetzt. Am 8. Juli 2008 wurden die Arbeiten mit einer Altarweihe durch Erzbischof Ludwig Schick abgeschlossen.

## Baubeschreibung

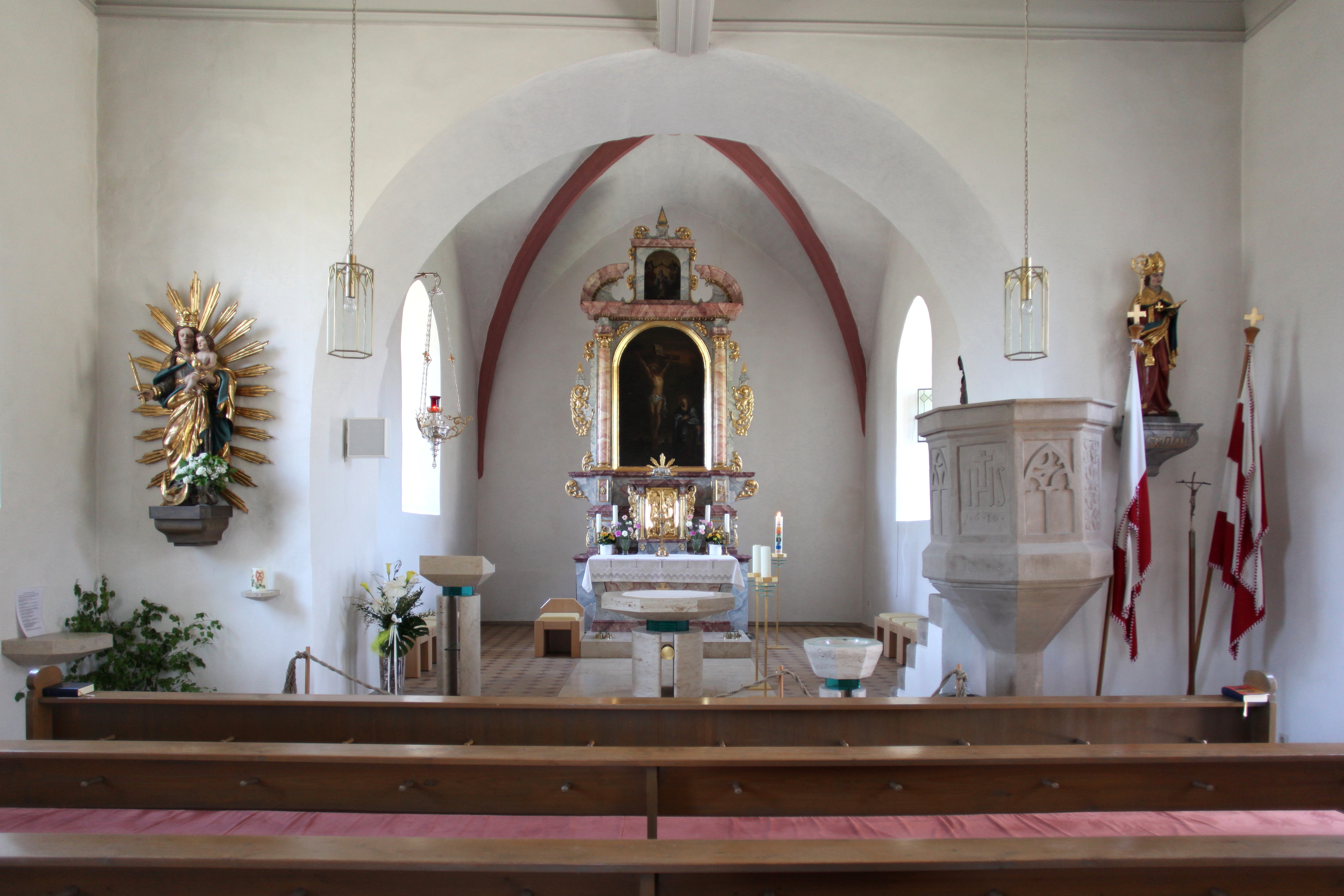
Altarraum

Die gotische Chorturmkirche steht das Ortsbild prägend auf einer Kuppe im nordwestlichen Teil des Dorfes. Sie ist nach Nordosten gerichtet und großenteils von einer teils noch mittelalterlichen Friedhofsmauer aus Brockenquadermauerwerk umzogen.
Der stämmige Turm hat einen quadratischen Grundriss und beherbergt im Sockelgeschoss den etwas eingezogenen Chorraum, der von einem Kreuzrippengewölbe überspannt wird. Die Rippen haben ein Kehlprofil. Sie entwachsen ohne Konsolen den Ecken und münden in einem Scheibenschlussstein, der mit dem Relief eines vierblättrigen Kleeblatts verziert ist. Seitlich befindet sich je ein neuzeitliches Spitzbogenfenster in geputzter Laibung. Darüber befinden sich kleine, quadratische Öffnungen und an der Nordostseite ist ein spätmittelalterliches, spitzbogiges Schlitzfenster angebracht. Das Glockengeschoss, in dem vier Glocken hängen, hat auf jeder Turmseite zwei rechteckige Schallöffnungen. Den Abschluss bildet ein spitzer, achteckiger, schiefergedeckter Turmhelm über einem waagrechten Traufgesims. An der Nordostseite des Turms steht der neugotische Sakristeianbau, den eine Rechtecktür mit dem Altarraum verbindet. Der Anbau hat einen Dreiachtel-Schluss, ein abgewalmtes Dach und Spitzbogenfenster.
Ein schlichter, runder Chorbogen verbindet den Chor mit dem Langhaus, das von einer neuzeitlichen Bretterdecke auf einem Längsunterzugbalken überspannt wird. Darüber befindet sich ein ziegelgedecktes Satteldach. Das Langhaus hat zwei Fensterachsen mit in jüngerer Zeit vergrößerten, spitzbogigen Fenstern in geputzter Laibung. In der Südostseite befindet sich der spitzbogige Eingang in einer Nische. Die hölzerne, neugotische Orgelempore hat eine gebretterte Brüstung mit einem Spitzbogenfries. Die Kirchenwände bestehen aus verputztem, grobem Brockenmauerwerk aus Sandstein. Die Fassade ist sehr schlicht und kaum gegliedert.

## Ausstattung
Der Hochaltar stammt aus dem letzten Viertel des 17. Jahrhunderts. Er hat einen marmorierten Holzaufbau mit vergoldetem Dekor, bestehend aus zwei korinthischen Säulen mit einem verkröpften waagrechten Gesims und zwei rundbogigen Giebelschenkeln. Im Mittelfeld befindet sich das rundbogig gerahmte Altarbild. Es zeigt ein Kruzifix mit der schmerzhaften Muttergottes. Das Ölgemälde aus dem späten 18. Jahrhundert befand sich ursprünglich in der Schlosskapelle in Dankenfeld. Den oberen Abschluss bildet ein Auszugsrahmen mit einem Gesims und einem Obelisk. Darin befindet sich ein rundbogig geschlossenes Tafelbild, in Öl auf Leinwand, das die Marienbekrönung darstellt. Der Tabernakel mit neubarockem Gehäuse ist modernen Ursprungs.
An der Seite des Hochaltars befanden sich auf zwei Konsolen kleine, ursprünglich nicht dazugehörend, Holzstatuen aus dem 18. Jahrhundert, links eine schmerzhafte Muttergottes und rechts der Evangelist Johannes. Diese Figuren umrahmen seit 2006 ein Kruzifix an der linken Langhauswand.
Links vom Chorbogen befindet sich auf einem Sockel die Holzfigur einer stehenden Muttergottes mit Strahlenkranz, wohl aus der ersten Hälfte des 18. Jahrhunderts. Den Frankenapostel Kilian stellt auf der rechten Seite eine Holzplastik als Bischof mit Krummstab und Buch dar. Sie stammt aus dem Ende des 17. Jahrhunderts oder Anfang des 18. Jahrhunderts.
Daneben steht die Kanzel aus Sandstein am rechten Chorbogenpfeiler. Sie besteht aus einer viereckigen, dünnen Standplatte, einem achtseitigen Schaft auf einem schrägen Fuß und einem achtseitigen Korb mit Brüstungsfeldern mit Flachreliefs. In ein Feld ist die Jahreszahl 1610 eingearbeitet. Die anderen sind mit nachgotischem Blendmaßwerk und derben Rosettenmotiven verziert. Die Kanzel stand ursprünglich in der Pfarrkirche in Seßlach und kam nach der dortigen Renovierung 1693 nach Dietersdorf.
Altar, Ambo und Taufstein stammen aus dem Jahr 2008 und sind ein Werk des Hofheimer Bildhauers und Steinmetzmeisters Siegbert Lenhardt.

## Orgel

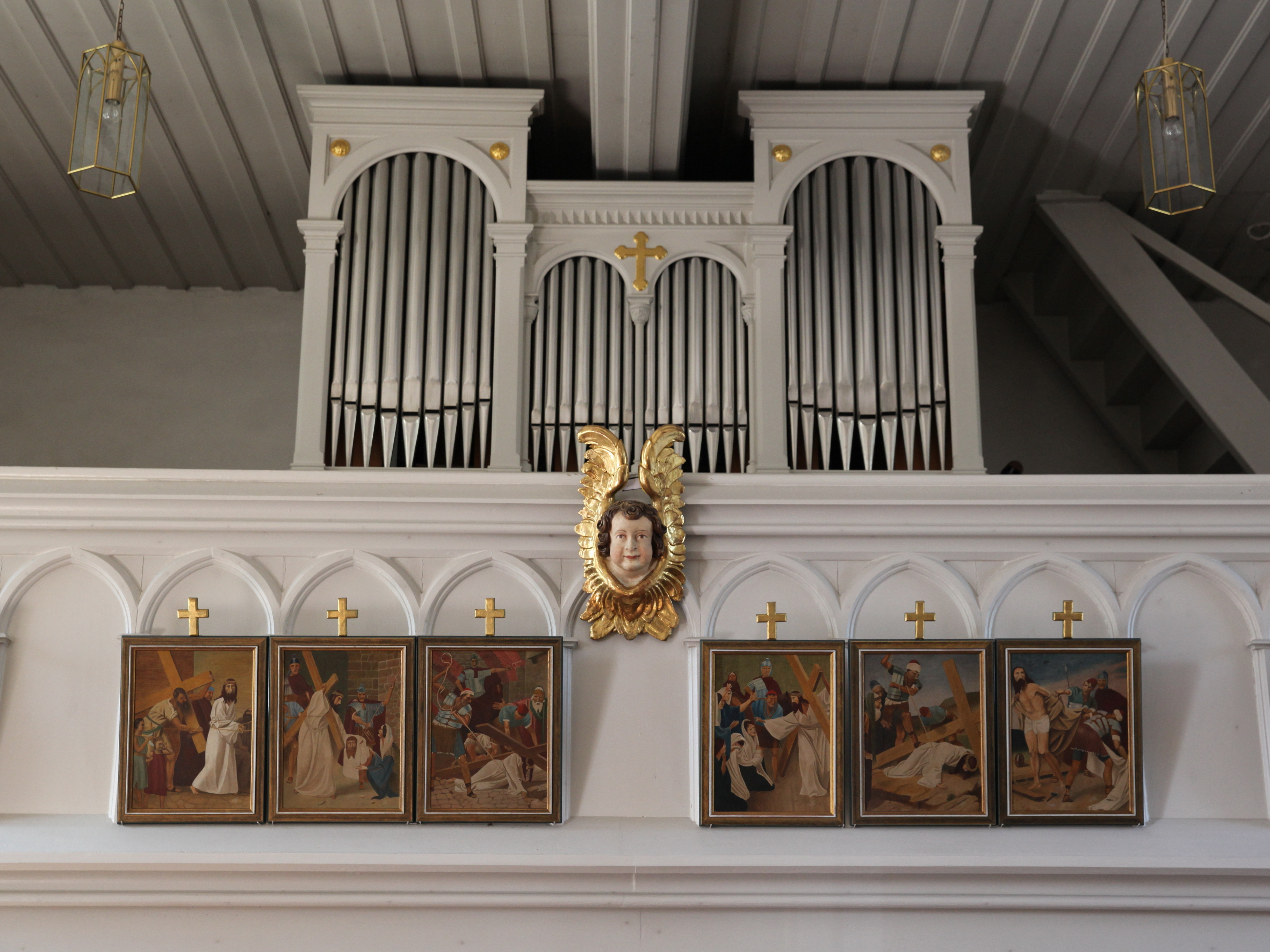
Orgel

Im Jahr 1903 erbaute der Nürnberger Orgelbauer Johannes Strebel die Orgel als Opus 103 mit sechs Registern auf einem Manual und Pedal. 2005 wurde das Instrument restauriert. Der dreiteilige Orgelprospekt besteht aus einem niedrigeren Mittel- und zwei höheren Seitenfeldern in Rechteckform. Die Pfeifenfelder sind durch Rundbögen geschlossen.